# Philippe Kaltenbach
Pour les articles homonymes, voir Kaltenbach (homonymie).
Philippe Kaltenbach, né le 9 janvier 1966 au Cannet (Alpes-Maritimes), est un homme politique socialiste français.

## Biographie
Il est le fils de Jean-Daniel Kaltenbach, professeur de mathématiques, et de Rosine Milanini, institutrice[réf. nécessaire].

### Formation
- Lycée Amiral-de-Grasse à Grasse (Alpes-Maritimes), Bac C, 1984.
- Diplômé de l'Institut d'études politiques d'Aix-en-Provence en 1987[1].
- Diplôme d'études approfondies de droit public, Faculté de droit d'Aix-en-Provence, 1988.

### Débuts dans la vie politique
Après sa sortie de l'Institut d'études politiques d'Aix-en-Provence, il est assistant parlementaire de Philippe Bassinet, député de la 11e circonscription des Hauts-de-Seine, questeur de l'Assemblée nationale de 1990 à 1992.
Il est par la suite chargé de mission au cabinet d'Émile Zuccarelli, Ministre des Postes et Télécommunications (1992-1993) et administrateur à la direction de l'Agence nationale pour l'emploi, chargé de mission à la direction générale – ressources humaines (1997).

### Maire et sénateur
Il est élu maire de Clamart lors des élections municipales de 2001, puis réélu en 2008.
Élu au conseil régional d'Île-de-France de 2004 à 2011, il en sera vice-président en 2010.
Il démissionne de son poste à la suite de son élection sur la liste de la Gauche et des écologistes dans les Hauts-de-Seine pour les élections sénatoriales du 25 septembre 2011, succédant ainsi à Robert Badinter.
Philippe Kaltenbach soutient la candidature de Martine Aubry pour la primaire socialiste des 9 et 16 octobre 2011.
Lors des élections municipales de 2014, Philippe Kaltenbach ne se représente pas à la mairie de Clamart et laisse sa place à son adjoint Pierre Ramognino. Ce dernier est battu au premier tour par  Jean-Didier Berger (UMP),.
Le 13 septembre 2018, le site Médiacités révèle que Roxana Maracineanu loue depuis avril 2012, avec son mari, un logement social situé à Clamart. Le 15 novembre 2010, quelques mois après avoir été élue conseillère régionale sur la liste départementale du Parti socialiste menée par Philippe Kaltenbach, elle avait déposé sa demande de logement, qui est attribué au bout d'un an et demi. Philippe Kaltenbach se défend de tout favoritisme.

### Affaires judiciaires
Philippe Kaltenbach fait l'objet d'une information au sujet d'une affaire de corruption qui lui aurait permis de percevoir une somme d'argent en liquide de la part d'un de ses adjoints lorsqu'il était maire de Clamart contre une promesse d'attribution de logement social à un tiers.
L'enquête commence avec la publication sur YouTube d'une vidéo en janvier 2012,. L'intéressé affirme être la victime d'un coup monté. Il est mis en examen en 2013. Le 30 juin 2017, il est condamné par la cour d'appel de Versailles (Yvelines), pour « corruption passive », à deux ans de prison, dont un an ferme, 20 000 euros d’amende et cinq ans d’inéligibilité.
Après un arrêt de cassation, il est à nouveau condamné par la cour d'appel de Versailles pour corruption passive le 18 octobre 2019, écopant de 30 mois d'emprisonnement avec sursis, d'une amende de 20 000 euros et d'une peine de privation de droits civiques (vote et éligibilité) de cinq ans.

### Vie privée
Il est marié à Delphine Krust, avocate. Ils ont deux enfants : Arno, né le 8 juillet 2000, et Hadrien, né le 25 septembre 2002. Lors des élections municipales de 2014 à Clamart, Delphine Krust était inscrite en 8e position sur la liste PS « Ensemble pour Clamart » menée par Pierre Ramognino. Elle n'est pas élue.

## Détail des mandats et fonctions

### Mandats nationaux
- Sénateur des Hauts-de-Seine du 1er octobre 2011 au 1er octobre 2017.

### Mandats locaux
- Conseiller municipal de Clamart, de 1995 à 2001 et depuis mars 2014.
- Maire de Clamart, de mars 2001 à mars 2014.
- Conseiller régional d'Île-de-France, de 2004 à 2011, membre de la commission permanente, vice-président chargé des relations internationales et européennes (2010-2011).
- Président de la communauté d'agglomération Sud de Seine de janvier 2005 à 2008.

### Fonctions politiques
- Président de Clamart Habitat (O.P.H.), depuis mars 2001.
- Membre du Comité fédéral d'autocontrôle de la Fédération nationale des offices d'HLM
- Vice-Président de l'Association des maires des Hauts-de-Seine
- Président de l'Union des élus socialistes et républicains des Hauts-de-Seine (UDESR 92) depuis 2009.